# Schefflera leptophylla
Schefflera leptophylla är en araliaväxtart som först beskrevs av Veitch och Thomas Moore, och fick sitt nu gällande namn av David Gamman Frodin. Schefflera leptophylla ingår i släktet Schefflera och familjen araliaväxter.
Artens utbredningsområde är Nya Kaledonien. Inga underarter finns listade.